# جلان داوني
جلان داوني (بالإنجليزية: Glen Downey)‏ (20 سبتمبر 1978 في المملكة المتحدة - ) هو لاعب كرة قدم بريطاني في مركز الدفاع. لعب مع غريمسبي تاون ونادي هارتلبول يونايتد ونادي سكاربورو ووركشوب تاون ‏ ونادي غيتزهد وبيشوب أوكلاند ‏ وسبنيمور يونايتد ‏.

## وصلات خارجية
- جلان داوني على موقع قاعدة بيانات كرة القدم.إي يو (الإنجليزية)
- جلان داوني على موقع Soccerbase.com (لاعب) (الإنجليزية)